# Andrzej Strejlau
Andrzej Michał Strejlau (* 19. Februar 1940 in Warschau) ist ein ehemaliger polnischer Fußballspieler, Handballspieler und Fußballtrainer.
Andrzej Strejlau studierte Sport in Warschau. Als Fußballspieler brachte er es in der ersten polnischen Liga als Stürmer auf ein Erstligaspiel für Gwardia Warschau und spielte am Ende seiner aktiven Laufbahn in der Reservemannschaft von Legia Warschau. Als Handballspieler spielte er für Warszawianka Warschau und wurde polnischer Handballnationalspieler.
Als Fußballtrainer begann er in den 1960er Jahren als Trainer lokaler Warschauer Clubs und wurde vom Polnischen Fußballverband als Juniorentrainer engagiert. Während der Olympischen Spiele 1972 in München war er Assistent des polnischen Nationaltrainers Kazimierz Górski. Nach dem Olympiasieg 1972 wurde er auch als Assistent für die Fußball-Weltmeisterschaft 1974 in Deutschland von Górski berufen. Beim Gewinn der Silbermedaille bei den Olympischen Spielen 1976 in Montreal gehörte er ebenfalls zum Assistenzteam von Górski. Górskis Nachfolger Jacek Gmoch berief ihn 1977 zu seinem Assistenten und so nahm er auch an der Fußball-Weltmeisterschaft 1978 in Argentinien teil. Nach der WM wurde er wieder Vereinstrainer.
Als Vereinstrainer war er u. a. verantwortlich für die Mannschaften von Legia Warschau (1975–1979), Zagłębie Sosnowiec (1979/80), AE Larisa (1984–1986), Legia Warschau (1988/89) und Zagłębie Lubin (1995/96). 1989 wurde er für die letzten Qualifikationsspiele der polnischen Nationalmannschaft zur Fußball-Weltmeisterschaft 1990 zum Nationaltrainer berufen und blieb Nationaltrainer bis zur misslungenen Qualifikation zur Fußball-Weltmeisterschaft 1994.
Heute ist Andrzej Strejlau regelmäßig als Fußballkommentator im polnischen Fernsehen zu sehen und Präsident des Viertligisten Hutnik Warschau.